# Sphecodes intermedius
Sphecodes intermedius (лат.) — вид одиночных пчёл из рода Sphecodes (триба Halictini, семейство Halictidae).

## Распространение
Европа (Венгрия, Испания, Словакия, Чехия), Кавказ, Казахстан, Россия (юг Европейской части и южный Урал), Пакистан, Турция, Центральная Азия (Таджикистан, Туркмения), Северная Африка (Алжир).

## Описание
Длина тела самок 6,5—8,5 мм (самцы 5,0—7,5 мм). Общая окраска головы и груди чёрная; брюшко в основном красное (T1-T5). Отличается от близких видов плотной пунктировкой мезоскутума, развитыми тилоидами самцов, грубо пунктированным брюшком. Слабоопушенные насекомые, тело почти голое. Самцы: клипеус чёрный, лицо с белым опушением ниже усиковых торули, вентральная поверхность члеников жгутика обычно несёт отчётливую зону сенсилл (тилоиды). Самки: лабрум с широким апикальным выступом без продольного валика; метабазитибиальная пластинка отсутствует; задние голени без корзиночки. Клептопаразиты других видов пчёл.